# 삼색형 색각

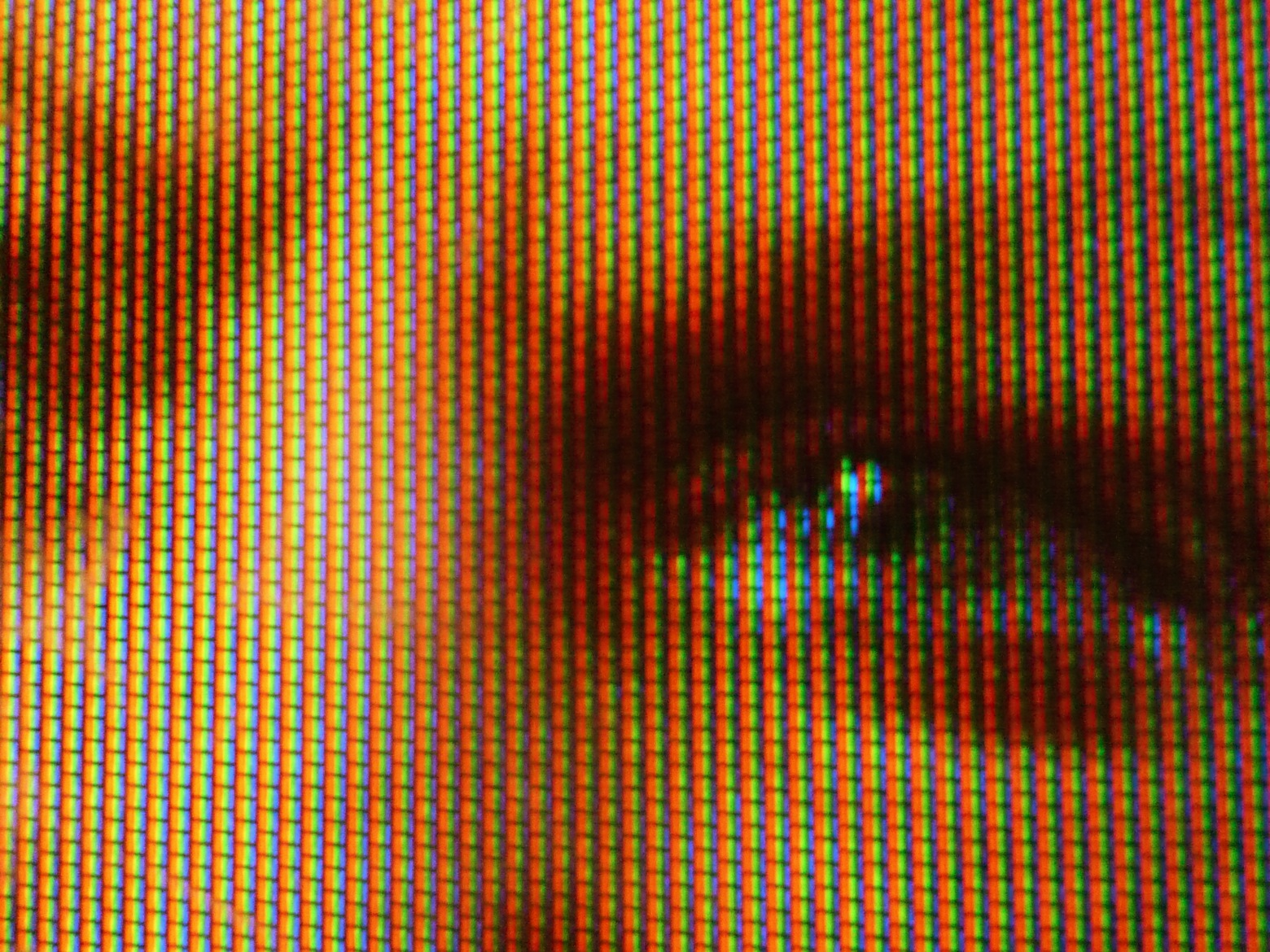

삼색형 색각(trichromatism)은 눈에 있는 세 가지 다른 유형의 원추세포에서 파생된 색 정보를 전달하기 위한 세 가지 독립적인 채널을 보유하는 것이다.
삼색성 색각에 대한 일반적인 설명은 유기체의 망막에 서로 다른 흡수 스펙트럼을 갖는 세 가지 유형의 색 수용체(척추동물에서는 원추세포라고 함)가 포함되어 있다는 것이다. 실제로 이러한 수용체 유형의 수는 3개보다 많을 수 있다. 왜냐하면 서로 다른 유형이 서로 다른 광도에서 활성화될 수 있기 때문이다. 세 가지 유형의 원추세포를 가진 척추동물의 경우 낮은 광도에서 간상세포가 색채 지각에 기여할 수 있다.

## 같이 보기
- 시각계
- 단색형 색각
- 이색형 색각
- 사색형 색각
- 구각목
- 영-헬름홀츠 색각설